# Damien Chazelle
Damien Sayre Chazelle (ur. 19 stycznia 1985 w Providence) – amerykański reżyser i scenarzysta. Zdobywca Oscara w kategorii „Najlepszy reżyser” za film La La Land (2016).

## Życiorys

### Wczesne lata
Urodził się w Providence, stolicy stanu Rhode Island, jest synem pary nauczycieli akademickich Celii i Bernarda. Jest francuskiego pochodzenia.
W szkole średniej aspirował do roli perkusisty jazzowego. Według samego siebie nie miał jednak wymaganych do tego umiejętności, co przyczyniło się do wyboru kierunku filmografii na Uniwersytecie Harvarda.

### Kariera
Zadebiutował jako reżyser i scenarzysta w 2009 filmem Guy and Madeline on a Park Bench, który początkowo miał stanowić jego pracę dyplomową. Dzieło zostało dobrze przyjęte przez krytyków. Po współpracy z Edem Gassem-Donnelly’em nad drugą częścią Ostatniego egzorcyzmu (ang. The Last Exorcism Part II) i po napisaniu scenariusza do Wirtuoza (2013) rozpoczął pracę nad pierwszymi wersjami Whiplasha, które oparł na swoich doświadczeniach początkującego perkusisty w szkolnym zespole.
Po niepowodzeniach ze znalezieniem wsparcia finansowego zrealizował krótkometrażową wersję Whiplasha z J.K. Simmonsem w roli Terence’a Fletchera. Film został wystawiony do Sundance Film Festival, na którym zdobył nagrodę za najlepszy film krótkometrażowy oraz zainteresowanie producentów. Pełnometrażowa wersja została ukończona w 2014, uzyskała pięć nominacji do Oscara i wygrała w trzech w kategoriach: najlepszy aktor drugoplanowy, najlepszy montaż oraz najlepszy dźwięk.
31 sierpnia 2016 premierowo zaprezentował musicalowy film La La Land na Międzynarodowym Festiwalu Filmowym w Wenecji. Po ogólnoświatowej premierze obraz uzyskał nominacje m.in. do Oscara za najlepszą reżyserię i najlepszy scenariusz oryginalny. Chazelle otrzymał Oscara za najlepszą reżyserię, będąc najmłodszym, wówczas trzydziestodwuletnim, zwycięzcą w historii tej kategorii. Na 70. ceremonii wręczenia nagród Brytyjskiej Akademii Filmowej otrzymał nagrodę za najlepszą reżyserię. Film zdobył również siedem statuetek na 74. ceremonii wręczenia Złotych Globów, w tym za najlepszą reżyserię i najlepszy scenariusz.
W 2018 premierę miał jego kolejny film Pierwszy człowiek, będący biografią amerykańskiego astronauty i pierwszego człowieka na Księżycu – Neila Armstronga.
Chazelle przewodniczył obradom jury konkursu głównego na 80. MFF w Wenecji (2023).

## Życie prywatne
W latach 2010–2014 był żonaty z Jasminą McGlade, którą poznał na Uniwersytecie Harvarda. 22 września 2018 poślubił aktorkę Olivię Hamilton, z którą ma syna urodzonego w listopadzie 2019.

## Filmografia
- 2009: Guy and Madeline on a Park Bench (reżyser, scenarzysta, producent, operator, autor tekstów piosenek)
- 2013: Whiplash (reżyser, scenarzysta; film krótkometrażowy)
- 2018: The Last Exorcism Part II (scenarzysta)
- 2014: Whiplash (reżyser, scenarzysta)
- 2016: Cloverfield Lane 10 (scenarzysta)
- 2016: La La Land (reżyser, scenarzysta)
- 2018: Pierwszy człowiek (reżyser, producent)
- 2020: The Eddy (reżyser – odc. 1-2, producent)
- 2022: Babilon (reżyser, scenarzysta)